# Pákozd
Pákozd là một thị trấn thuộc hạt Fejér, Hungary. Thị trấn này có diện tích 43,3 km², dân số năm 2010 là 3141 người, mật độ 73 người/km².